# San Francisco Renaissance
Als San Francisco Renaissance bezeichnet man eine literarische Bewegung von Vertretern sehr unterschiedlicher Stilrichtungen, die sich nach dem Zweiten Weltkrieg in San Francisco entwickelte, interkulturelle Anregungen vor allem aus Asien aufgriff und sich auch auf viele Genres und verschiedene Bereiche der Kunst und Philosophie auswirkte. 

## Anfänge
Der Dichter Kenneth Rexroth wird als der Gründervater dieser Renaissance angesehen. Er gehörte zeitweise zur zweiten Generation des amerikanischen Modernismus nach Ezra Pound, den objectivist poets. Der unorthodoxe Sozialist und Anhänger der libertaristischen Bewegung korrespondierte mit dem Faschismusbewunderer Ezra Pound und mit William Carlos Williams. Rexroth, der in der kanonischen Objectivist Anthology vertreten war, wurde vom Jazz, aber auch von altgriechischer, chinesischer und japanischer Dichtung beeinflusst und gehörte zu den ersten US-amerikanischen Dichtern, die sich ernsthaft mit der chinesischen und japanischen Sprache und mit Gattungen wie dem japanischen Haiku beschäftigten. 
Madeline Gleason galt oft als die „Mutter“ der San Francisco Renaissance. In den 1940er Jahren waren Gleason und Rexroth mit einer Gruppe von Dichtern, die an der Berkeley studierten, befreundet, darunter Robert Duncan, Jack Spicer und Robin Blaser. Gleason und Duncan standen sich besonders nah und bewerteten auch gegenseitig ihre Gedichte. Daher wird die San Francisco Renaissance auch als Berkeley Renaissance bezeichnet.

## Beginn der Bewegung
Die Bewegung richtete sich gegen den formalistischen und konventionellen Mainstream der amerikanischen Lyrik, die hinter die Errungenschaften der Avantgarde zurückgefallen war, und gegen das repressive kulturelle Klima der US-amerikanischen Nachkriegszeit. Sie knüpfte wieder an Walt Whitman und die europäische Avantgarde sowie den Surrealismus an. Im April 1947 organisierte Gleason das erste Festival of Modern Poetry in der Lucien Labaudt Gallery in der Gough Street. Auf zwei Abende verteilt hatten sie zwei Dutzend Dichtern, darunter Rexroth, Duncan und Spicer sich und ihre Gedichte einem interessierten Publikum vorzustellen. Es war die erste Veranstaltung dieser Art in San Francisco. Rexroth war auch Redakteur eine Literaturprogramms auf Radio KPFA, einem 1949 gegründeten, von Hörern gesponsorten Sender in Berkeley.
In den 1950er Jahren verbrachten Duncan und Robert Creeley längere Zeit als Lehrkräfte am Black Mountain College in North Carolina und dienten gewissermaßen als Verbindung der dortigen Avantgarde nach San Francisco. Die Dichter aus der Stadt am Pazifik konnten ihre Gedichte in Cid Cormans Origin und im Black Mountain Review veröffentlichen. Spicer entwickelte ein Interesse für den Cante jondo („tiefes Lied“, eine Flamenco-Variante) und war auch mit deep image-Dichtern in Verbindung. 1957 hielt er ein Seminar mit dem Titel Poetry as Magic am San Francisco State College. Einfluss auf die Bewegung, die eher ein lockeres Netzwerk bildete, hatte auch Charles Olson. Ein weiterer früher Vertreter war der Anarchist, Pazifist und spätere Dominikaner William Everson (Brother Antoninus, auch Beat Friar genannt). 
Die San Francisco Renaissance verschmolz in der Folgezeit mit den Autoren der Beat Generation, nachdem deren wichtigste Vertreter von der Ostküste nach San Francisco übergesiedelt waren. Der Umweltaktivist und Anarchist Gary Snyder, mit seinem ländlichen Hintergrund und seiner Kenntnis asiatischer Sprachen eher ein Exot in diesem Kreis, ging 1964 für mehrere Jahre nach Japan, um dort Zen-Buddhismus zu studieren.

## Anthologie
1960 erschien The New American Poetry 1945–1960, in der neben den Vertretern der Black Mountain-Gruppe und der New York School alle wichtigen Vertreter der Bewegung in einem gesonderten Abschnitt versammelt waren.